# Хуан Антоніо Скассо
Хуан Антоніо Скассо (ісп. Juan Antonio Scasso, 14 січня 1892, Монтевідео — 2 жовтня 1973) — уругвайський архітектор, державний діяч, а також спортивний менеджер.

## Біографія
Вступив на математичний факультет Республіканського університету Уругваю, потім перевівся на архітектурний, який закінчив в 1916 році із золотою медаллю. Отримавши стипендію Ради Університету, протягом двох років продовжив освіту в Європі, у Франції, Італії та Іспанії.
З 1919 року став працювати в муніципалітеті Монтевідео, а в 1929 році очолив його. Паралельно з політичною діяльністю займався викладанням на кафедрі рисунка та ландшафтної архітектури міста в рідному університеті. У 1932 році повернувся до Європи, де досліджував різні проблеми сучасного урбанізму.
У 1951—1956 роках був заступником директора Інституту теорії архітектури і містобудування (ісп. Instituto de Teoría de la Arquitectura y Urbanismo
Найбільшу популярність здобув завдяки будівництву стадіону «Сентенаріо» зі знаменитою «Вежею пам'яті» (1929—1930, один з найкращих прикладів архітектурного експресіонізму в Уругваї), який став ареною першого фіналу чемпіонату світу і одним з найзнаменитіших футбольних стадіонів світу. Крім цього, Скассо також причетний до значного розширення курорту Ла-Палома в департаменті Роча, яхт-клубу Пунта-Горда, готелю «Мірамар» (1935), поліпшення Парку Батл в Монтевідео, тренувального кампусу «Пеньяроль» в районі Естадіо Посітос і.т.д.
У 1932 році Скассо став президентом футбольного клубу «Пеньяроль». Він став першим президентом «аурінегрос» в професіональну еру. При Скассо «Пеньяроль» виграв чемпіонат Уругваю 1932 року.